# Calliprason pallidus
Calliprason pallidus là một loài bọ cánh cứng trong họ Cerambycidae.